# Диррахий (фема)

Византийская Греция около 900 года

Диррахий в 1045 году

Фема Диррахий (греч. θέμα Δυρραχίου) — военно-административная единица Византийской империи (фема), расположенная на территории современной Албании и охватывающая всё адриатическое побережье этой страны. Фема была создана в начале IX века и названа в честь её столицы, Диррахия (современный Дуррес).

## История
Точная дата создания фемы остается неясной. Тактикон Успенского, написанный около 842 года, упоминает стратига Диррахия. Кроме того, сохранилось несколько печатей стратига этой области, относящиеся к предыдущим десятилетием. Д.Б Бьюри относит создание фемы Диррахия вместе с фемами Пелопоннес и Кефалления к началу IX века, а историк Джедрэн Ферлуга уточняет — эпоха правления императора Никифора I. Во время византийско-болгарских войн в конце X и начале XI века, город, по всей видимости, был автономными или время от времени находился под болгарским сюзеренитетом. С середины XI века, наместник фемы носил титул дукса или катепана . В 1040—1041 года фемные войска во главе с их лидером Тихомиром восстали и присоединились к восстанию Петра Деляна.
Позднее, в XI и XII веках, город Диррахий и окружающая его провинция имели большое значение для Византийской империи. Город являлся «ключом Албании» и основным пунктом торговли, а для оккупантов из Италии идеально подходил для контроля за действиями славянских правителей западных Балкан. Таким образом, дукс Диррахия стал самым авторитетным представителем византийской власти на всей территории западных областей Балканского полуострова. Два последовательных наместника, Никифор Вриенний Старший и Никифор Василакий использовали этот пост в качестве плацдарма для своих имперских амбиций в конце 1070-х годов. Регион также играл важную роль в византийско-норманнских войнах и временно захватывался норманнами в 1081—1084 годах. После его возвращения, императора Алексей I Комнин поручил командование фемой некоторым из его ближайших родственников . Тем не менее, городские магнаты (архонты) сохранили значительное влияние и самостоятельность действий во всем и именно они в 1205 году, после того, как Константинополь был взят во время Четвёртого крестового похода сдали город венецианцам.